# رالف الیسون
رالف والدو الیسون (انگلیسی: Ralph Waldo Ellison؛ ۱ مارس ۱۹۱۴ – ۱۶ آوریل ۱۹۹۴) یک نویسنده اهل ایالات متحده آمریکا بود.